# Gunder Hägg
Gunder Hägg (31. prosince 1918 Albacken — 27. listopadu 2004 Malmö) byl švédský atlet, specializující se na běhy na středních a dlouhých tratích. Byl známý pod přezdívkami Wunder-Gunder (zázračný Gunder) nebo Gazela z Gävle. Jeho kariéra byla na vrcholu v letech druhé světové války, takže nezískal žádné medaile na olympiádě ani na mistrovství Evropy v atletice.
Pocházel z malé vesničky v Jämtlandu, v dětství běhal na lyžích, závodní atletice se začal věnovat až jako sedmnáctiletý. Stal se členem klubu Gefle IF a pracoval jako požárník. Vzhledem ke švédské neutralitě mohl závodit i za války, neměl však mnoho příležitostí k mezinárodní konfrontaci. Vytvořil šestnáct světových rekordů (z toho deset v období od 1. července do 20. září 1942, které je nazýváno Osmdesát dní Gundera Hägga), v běhu na 5000 m jako první překonal hranici čtrnácti minut; je to rekord, který v dějinách této trati vydržel nejdéle, překonal ho až po téměř po dvanácti letech Emil Zátopek. V létě 1943 absolvoval úspěšné turné po Severní Americe, během něhož se stal mezinárodním mistrem USA na pětikilometrové trati. Agentura Associated Press ho vyhlásila nejlepším světovým sportovcem roku 1943, obdržel také švédská ocenění zlatá medaile Svenska Dagbladet a Jerringpriset. Jeho systém tréninku zvaný Fartlet výrazně ovlivnil Zátopka a další světové vytrvalce poválečného období.
V roce 1946 byl obviněn, že přijal za účast na závodech v Americe finanční odměnu, což znamenalo při přísných amatérských pravidlech švédského sportu doživotní zákaz činnosti. Poté si založil malou firmu na výrobu klobouků, vydal také několik knih o své sportovní činnosti (Ze švédské samoty do USA vyšlo i v češtině). Před budovou Švédského rozhlasu ve Stockholmu stojí socha K. G. Bejemarka, znázorňující Hägga poskytujícího rozhovor rozhlasovému reportérovi Svenu Jerringovi. Švédská rocková skupina Blå tåget se původně na jeho počest jmenovala Gunder Hägg.

## Seznam světových rekordů
- 1500 m 3:47,5	(Stockholm, 8. 10. 1941)
- 2 míle 8:47,8	(Stockholm, 3. 6. 1942)
- 1500 m 3:45,8 (Stockholm, 17. 7. 1942)
- 2000 m 5:16,4	(Malmö, 21. 7. 1942)
- 2000 m 5:11,8	(Östersund, 23. 8. 1942)
- 3000 m 8:01,2	(Stockholm, 28. 8. 1942)
- 1 míle 4:06,2	(Göteborg, 28. 8. 1942)
- 1 míle 4:04,6	(Stockholm, 4. 9. 1942)
- 3 míle 13:32,4 (1942)
- 3 míle 13:45,4 (1942)
- 5000 m 13:58,2 (Göteborg, 20. 9. 1942)
- 2 míle 8:46,4	(Östersund, 25. 6. 1944)
- 1500 m 3:43,0	(Stockholm, 7. 7. 1944)
- 2 míle 8:42,8	(Östersund, 4. 8. 1944)
- 1 míle 4:01,4	(Malmö, 7. 7. 1945)
- 4×1500 m 15:38,6 (Norrköping, 29. 7. 1945)